# Orthochromis
Orthochromis es un género de peces de la familia Cichlidae y de la orden de los Perciformes. Es endémico de África Oriental.

## Especies
Actualmente hay diecinueve especies reconocidas en este género:
- Orthochromis gecki (Schedel, Vreven, Katemo Manda, Abwe, Chocha Manda & Schliewen, 2018)

- Orthochromis indermauri (Schedel, Vreven, Katemo Manda, Abwe, Chocha Manda & Schliewen, 2018)

- Orthochromis kalungwishiensis (Greenwood & Kullander, 1994)
- Orthochromis kasuluensis (De Vos & Seegers), 1998
- Orthochromis katumbii (Schedel, Vreven, Katemo Manda, Abwe, Chocha Manda & Schliewen, 2018)

- Orthochromis kimpala (Schedel, Vreven, Katemo Manda, Abwe, Chocha Manda & Schliewen, 2018)

- Orthochromis luichensis (De Vos & Seegers), 1998
- Orthochromis luongoensis (Greenwood & Kullander, 1994)
- Orthochromis machadoi (Poll, 1967)
- Orthochromis malagaraziensis (David, 1937)
- Orthochromis mazimeroensis (De Vos & Seegers), 1998
- Orthochromis mosoensis (De Vos & Seegers), 1998
- Orthochromis mporokoso (Schedel, Vreven, Katemo Manda, Abwe, Chocha Manda & Schliewen, 2018)

- Orthochromis polyacanthus (Boulenger, 1899)
- Orthochromis rubrolabialis (De Vos & Seegers), 1998
- Orthochromis rugufuensis (De Vos & Seegers), 1998
- Orthochromis stormsi (Boulenger, 1902)
- Orthochromis torrenticola (Thys van den Audenaerde, 1963)
- Orthochromis uvinzae (De Vos & Seegers), 1998